# Résolution ES-11/6 de l'Assemblée générale des Nations unies
- En faveur
- Contre
- Abstention
- Absent
- Non membre

La résolution ES-11/6 de l'Assemblée générale des Nations unies est la sixième résolution de la onzième session extraordinaire d'urgence de l'Assemblée générale des Nations unies. Elle a été adoptée le 23 février 2023, par 141 voix pour, 7 contre et 32 abstention. Elle porte sur les principes de la Charte des Nations unies qui doivent s'appliquer et guider les efforts pour le retour de la pays en Ukraine, notamment dans le cas de négociations,.   

## Vote
| Vote                            | Nombre | États | Pourcentage des voix | Pourcentage des membres |
| ------------------------------- | ------ | --- | -------------------- | ----------------------- |
| Pour                            | 141    | Afghanistan Albanie Andorre Antigua-et-Barbuda Argentine Australie Autriche Barbade Bahamas Bahreïn Bhoutan Belgique Bosnie-Herzégovine Botswana Brésil Brunei Bulgarie Cambodge Canada Cap-Vert Tchad Chili Colombie Comores Costa Rica Côte d'Ivoire Croatie Chypre République tchèque République démocratique du Congo Danemark Djibouti République dominicaine Émirats arabes unis Égypte Équateur Estonie États-Unis Fidji Finlande France Gambie Géorgie Allemagne Ghana Grèce Guatemala Guyana Haïti Honduras Hongrie Islande Indonésie Irak Irlande Israël Italie Jamaïque Japon Jordanie Kenya Kiribati Koweït Lettonie Lesotho Liberia Libye Liechtenstein Lituanie Luxembourg Madagascar Malawi Malaisie Maldives Malte Îles Marshall Mauritanie Maurice Mexique États fédérés de Micronésie Moldavie Monaco Maroc Monténégro Birmanie Nauru Népal Pays-Bas Nouvelle-Zélande Niger Nigeria Macédoine du Nord Norvège Oman Palaos Panama Papouasie-Nouvelle-Guinée Paraguay Pérou Philippines Portugal Qatar Corée du Sud Roumanie Royaume-Uni Rwanda Saint-Christophe-et-Niévès Sainte-Lucie Saint-Vincent-et-les-Grenadines Samoa Saint-Marin Sao Tomé-et-Principe Arabie saoudite Serbie Seychelles Sierra Leone Singapour Slovaquie Slovénie Îles Salomon Somalie Soudan du Sud Espagne Suriname Suède Suisse Thaïlande Timor oriental Tonga Trinité-et-Tobago Tunisie Turquie Tuvalu Ukraine Uruguay Vanuatu Yémen Zambie | 78,33 %              | 73,06 %                 |
| Contre                          | 7      | Biélorussie Érythrée Mali Nicaragua Corée du Nord Russie Syrie | 3,89 %               | 3,63 %                  |
| Abstention                      | 32     | Algérie Angola Arménie Bangladesh Bolivie Burundi République centrafricaine Chine République du Congo Cuba Éthiopie Gabon Guinée Inde Iran Kazakhstan Kirghizistan Laos Mongolie Mozambique Namibie Ouganda Ouzbékistan Pakistan Afrique du Sud Salvador Sri Lanka Soudan Tadjikistan Togo Viêt Nam Zimbabwe | 17,78 %              | 16,58 %                 |
| Absence                         | 13     | Azerbaïdjan Burkina Faso Cameroun Dominique Guinée équatoriale Eswatini Grenade Guinée-Bissau Liban Sénégal Turkménistan Tanzanie Venezuela | –                    | 6,73 %                  |
| Total                           | 193    | – | 100%                 | 100%                    |
| Source: A/ES-11/6 voting record |        | |                      |                         |